# 학정역
학정역(Hakjeong Station, 鶴亭驛)은 대구광역시 북구 학정동에 있는 대구 도시철도 3호선의 역이다.

## 특징
대구 도시철도 3호선의 기점인 칠곡경대병원역의 전 역이다. 역 주변은 개발제한구역이 아니지만 경상북도 농업기술원에서 관할하는 농지와 평야밖에 없고, 근로복지공단 대구병원이나 학정동 아파트 단지는 역에서 꽤 거리가 있어서 3호선 수요 최하위의 역이다.
시내버스도 이 역 바로 앞으로 다니는 노선이 없어서 시내버스 환승이 불가능하다. 2022년 1월 22일부터 영진교통 차고지로 연장된 동구9번이 학정역 바로 앞을 거쳐서 가지만, 학정역에 정류장을 설치하지 않아 무정차 통과한다.
2016년 2월 22일 경상북도청의 이전에 따라 경상북도 농업기술원같은 경북도청 산하의 사업소들이 이전하여 후적지가 개발된다면 이용률이 늘어날 여지가 있으나, 이전이 지연되고 있어서 최하위 수요를 면하지 못하고 있다.

## 역 구조
2면 2선의 상대식 승강장이 있는 지상역이다. 난간형 스크린도어가 설치되어 있다.

### 승강장
| 칠곡경대병원 ↑ |
| \| 상          |
| ↓ 팔거         |

| 상행 | ● 대구 도시철도 3호선 | 칠곡경대병원 방면       |
| 하행 | ● 대구 도시철도 3호선 | 팔거·서문시장·용지 방면 |

- 대합실을 지나면 반대편 승강장으로 횡단이 가능하다.

## 역사
- 2013년 10월 2일 : 학정역으로 역명 결정
- 2015년 4월 23일 : 대구 도시철도 3호선 개통과 함께 영업 개시

## 역 주변
| 나가는 곳 | 방면                                     |
| --------- | ---------------------------------------- |
| 1         | 칠곡경북대학교병원                       |
| 2         | 삼일자동차운전전문학원                   |
| 3         | 농협 경북대구낙농농협 칠곡보성타운아파트 |
| 4         | 학정동 근로복지공단 대구병원             |

## 승차량 변동
이 역은 대구 도시철도의 모든 역들 중 가장 승객이 적다.
| 노선  | 승차 인원 | 승차 인원 | 승차 인원 | 승차 인원 | 승차 인원 | 승차 인원 | 승차 인원 | 주석  |
| 노선  | 2015년    | 2016년    | 2017년    | 2018년    | 2019년    | 2020년    | 2021년    | 주석  |
| ----- | --------- | --------- | --------- | --------- | --------- | --------- | --------- | ----- |
| 3호선 | 346       | 367       | 359       | 351       | 375       | 259       |           | [ 2 ] |

## 사진

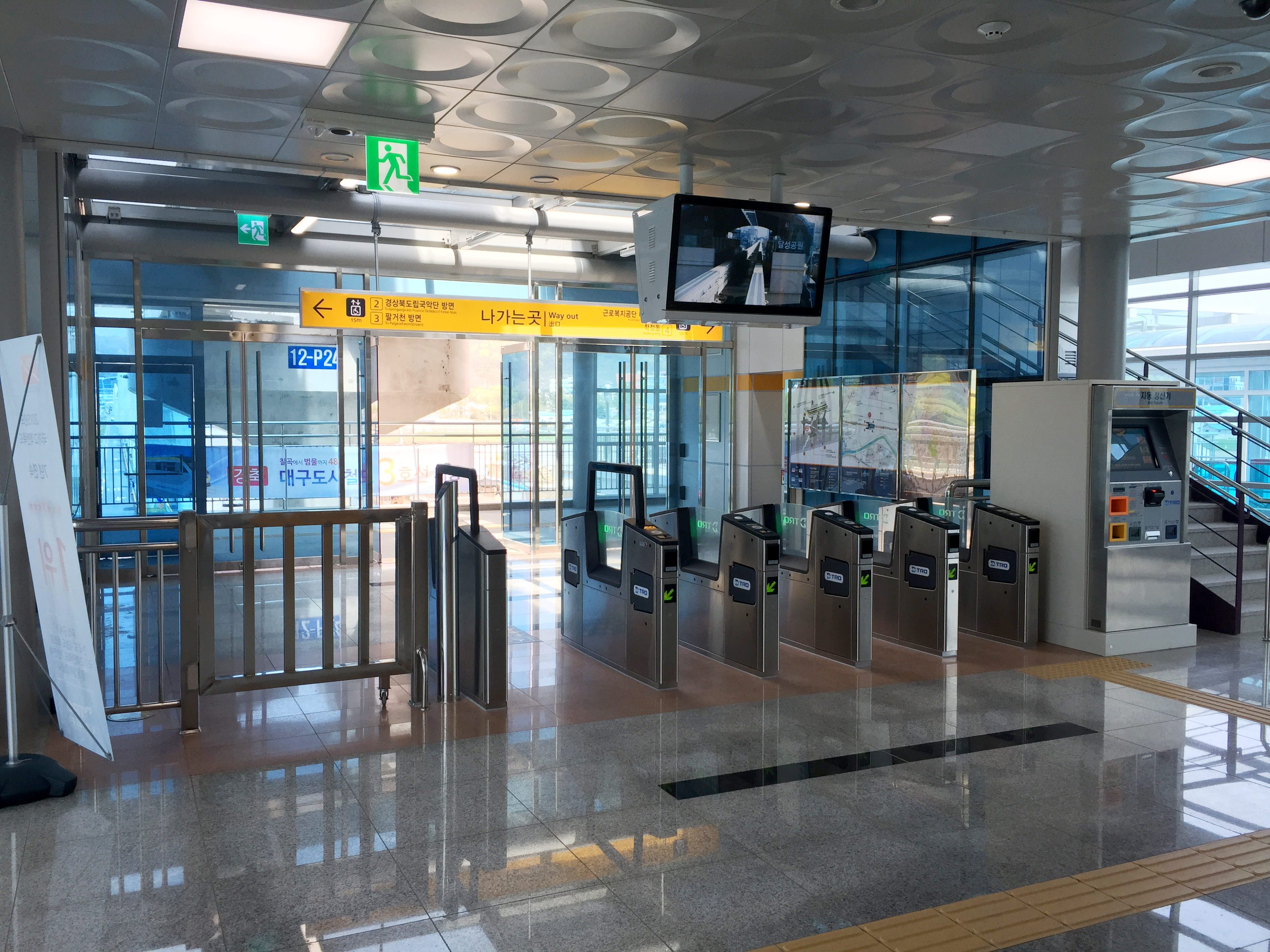
개찰구

## 인접한 역
| 대구 도시철도 3호선   | 대구 도시철도 3호선   | 대구 도시철도 3호선 |
| --------------------- | --------------------- | ------------------- |
| 312 칠곡경대병원 방면 | ● 대구 도시철도 3호선 | 314 팔거 용지 방면  |